# Uropterygius xanthopterus
Uropterygius xanthopterus és una espècie de peix de la família dels murènids i de l'ordre dels anguil·liformes.

## Morfologia
Els mascles poden assolir els 62 cm de longitud total.

## Distribució geogràfica
Es troba des de l'Àfrica oriental fins a les Illes Marqueses, les Illes de la Societat, les Illes Mariannes i les Illes Marshall.